# Touboro
Touboro es una comuna camerunesa perteneciente al departamento de Mayo-Rey de la región del Norte.
Se ubica en el sureste de la región y su territorio es fronterizo con Chad y la República Centroafricana.
En el censo de 2005 la comuna tenía 154 366 habitantes, de los que 18 583 vivían en la capital comunal homónima. Sin embargo, en la práctica no es posible determinar la población exacta de la comuna, ya que por su proximidad a la República Centroafricana ha albergado a numerosos refugiados centroafricanos. En 2014 hubo problemas humanitarios al concentrarse aquí cientos de refugiados que huían de la violencia entre los Seleka y los Anti-balaka, que no contaban con ayuda por parte de las instituciones y estaban concentrados principalmente en la capital comunal y en Mbaimboum.

## Localidades
Comprende la ciudad de Touboro y las siguientes localidades:
- Akana
- Ambarang
- Aviation
- Babidan
- Bagou
- Bakari
- Bakka
- Bangdjoro
- Baoudi
- Barkari
- Bem
- Bemboyo
- Benou
- Biltao
- Bingo
- Boforo
- Bogdibo
- Boklere
- Bougoi
- Bougoui
- Djackone
- Djak Nda
- Djindang
- Djom Bindoi
- Djouck Bakary
- Dock
- Dompta
- Dourou
- Flai
- Foulbi
- Foumbang Kabla
- Golombali
- Gouloum
- Habaga
- Hakao
- Home
- Ibbal
- Kades
- Kanana
- Karang Pandjama
- Kim
- Koman Baya
- Kombo
- Koubao
- Kouman
- Kouroumdji
- Lagai
- Lagoi Winde
- Lara Koussine
- Lara Nda
- Londjengue
- Loubol
- Lougguere
- Mafare
- Malaou Mbali
- Man
- Maroum
- Mata Mada
- Mayo Colom
- Mayo Ladde
- Mayo Mbi
- Mayo Nda
- Mayo Zaki
- Mayo Zaria
- Mba Lainde
- Mbaimboum
- Mbailara
- Mbakana
- Mbali
- Mbang Rey
- Mbeing
- Mbidere
- Mbikouni
- Mbilougui
- Mbitom
- Mbodo I
- Mboko
- Mbong
- Ndanga
- Ndicki
- Ndika
- Ngai Toukoulou
- Ngai
- Ngai
- Ngara
- Ngoumi
- Nguirwiri
- Pandjama
- Phaco
- Ribao
- Rol
- Seing
- Selal Mboussiri
- Sirbia
- Siri
- Sokorta Manga
- Sora Mboum
- Tapi
- Tchabbal Siile
- Tennahoy
- Vogzom
- Vokna
- Wakassao
- Wangtounou
- Wourlagwe
- Wouro Dala
- Wouro Kessoum
- Wouro Massara
- Wouro Seyo
- Wouro Souley
- Yandea
- Yandea
- Yanli
- Yoko